# 中津市朝鮮人一家殺害事件
中津市朝鮮人一家殺害事件（なかつしちょうせんじんいっかさつがいじけん）とは、1946年（昭和21年）9月14日に大分県中津市で発生した在日朝鮮人による強盗殺人事件。

## 事件の概要
1946年（昭和21年）9月15日、大分県中津市で4人の他殺体が相次いで発見された。殺害された4人は朝鮮人Sとその家族であった。
朝鮮人一家の交友関係を調べたところ、事件当時、被害者宅をうろついていた知人の朝鮮人Iが浮上し、容疑が濃くなったことから、全国指名手配に踏み切った。Iは帰国寸前の博多駅で逮捕された。

## 事件の動機
犯人のIは度々、被害者宅に上がり込んでは食事にありついていた。Sの妻が不機嫌そうに食事を出したところ、Iは「お前の妻は出来が悪い」と言った。それに対して、Sは「お前に言われる筋合いはない」と言い返し喧嘩になった。Sの妻が短刀とハンマーを持って出て来たので、そのハンマーを取り上げてSの妻を一撃した。Sの妻はアイゴーと泣いて逃げ出した。
その直後Sが襲い掛かったため、IはSを撲殺した。さらに、Sの妻を海岸に追い詰めて刺殺し、S夫妻の子2人も口封じのために絞殺した。一家皆殺しの後、S一家の所持金約2000円を奪って逃走した。

## その後の顛末
裁判では、一・二審ともに死刑判決が下り、1947年（昭和22年）8月13日に確定した。